# Mike Hailwood
Stanley Michael Bailey Hailwood, detto Mike (Great Milton, 2 aprile 1940 – Birmingham, 23 marzo 1981), è stato un pilota motociclistico e pilota automobilistico britannico.
Soprannominato "Mike the Bike" per la sua innata predisposizione alla guida di motoveicoli, è annoverato tra i più grandi campioni del motociclismo sportivo di tutti i tempi. Al suo attivo conta 76 vittorie nel Motomondiale, che lo collocano al 5º posto nella classifica dei piloti più vittoriosi di sempre. Ha vinto 9 titoli mondiali: 4 nella classe 500, 2 nella 350 e 3 nella 250.
Successivamente è passato alle quattro ruote disputando 49 Gran Premi in Formula 1, diventando uno dei pochi piloti in grado di competere nelle serie maggiori sia su motoveicoli sia su autoveicoli.

## Biografia

Hailwood (a destra) durante un test della nuova Moto Guzzi V7 Sport per la rivista Quattroruote (1972)

Figlio di Stan Hailwood, il più importante commerciante inglese di motociclette dell'epoca, imparò a guidare in un campo di 8 acri vicino a casa e tracciò una pista ovale causata dal continuo girare.
Frequentò il Pangbourne College, ma lo lasciò presto e lavorò per breve tempo nell'azienda di famiglia prima che suo padre lo mandasse a lavorare presso la Triumph Motorcycles. Sposò la coetanea attrice e modella Pauline Barbara Nash, l'11 giugno del 1975, con la quale ebbe due figli.
Morì a 40 anni per un incidente stradale che coinvolse la sua Rover 3500 e un camion, mentre era in auto con i figli; nel sinistro perse la vita anche sua figlia Michelle, mentre il figlio David riportò solo lievi ferite. Hailwood spirò circa 40 ore dopo al Birmingham Accident Hospital. È sepolto, con la figlia, nel cimitero parrocchiale di Santa Maria Maddalena a Tanworth-in-Arden, nel Warwickshire.

## Carriera motociclistica
Hailwood corse la sua prima gara il 22 aprile 1957, a Oulton Park, in sella ad una MV Agusta 125 Monoalbero Corsa. Appena diciassettenne, si piazzò all'11º posto, ma cominciò presto a vincere. Così nel 1961, Hailwood iniziò a correre per una poco conosciuta casa giapponese, la Honda. Correndo con una Honda quadricilindrica a quattro tempi da 250 cm³, Hailwood vinse il mondiale classe 250 del 1961. L'anno successivo, Hailwood si legò alla MV Agusta e divenne il primo motociclista a vincere 4 campionati consecutivi del mondiale classe 500. Dopo questi successi con la MV Agusta, Hailwood tornò alla Honda e vinse 4 titoli mondiali nel 1966 e nel 1967 nelle categorie 250 cm³ e 350 cm³.
Ma Hailwood è forse più noto per le sue prestazioni al rinomato Tourist Trophy dell'Isola di Man. Dal 1967 ha trionfato 14 volte sul circuito del Mountain, considerata la gara motociclistica più celebre e pericolosa del mondo, dove ingaggiò epiche sfide con l'acerrimo rivale Giacomo Agostini, scrivendo tra le più belle pagine nella storia del motociclismo sportivo.
Nel 1968 la Honda si ritirò dai Grand Prix, ma pagò Hailwood per rimanere in aspettativa nell'attesa che la Honda ritornasse alle corse. Ma Hailwood non tornò più alle gare motociclistiche a tempo pieno, avendo scelto di proseguire la sua carriera sportiva nell'automobilismo, fino al 1978, quando tornò al Tourist Trophy. Vinse la TT F1 in sella ad una Ducati e si ripeté nel 1979 vincendo il Senior TT con una Suzuki.

## Carriera automobilistica

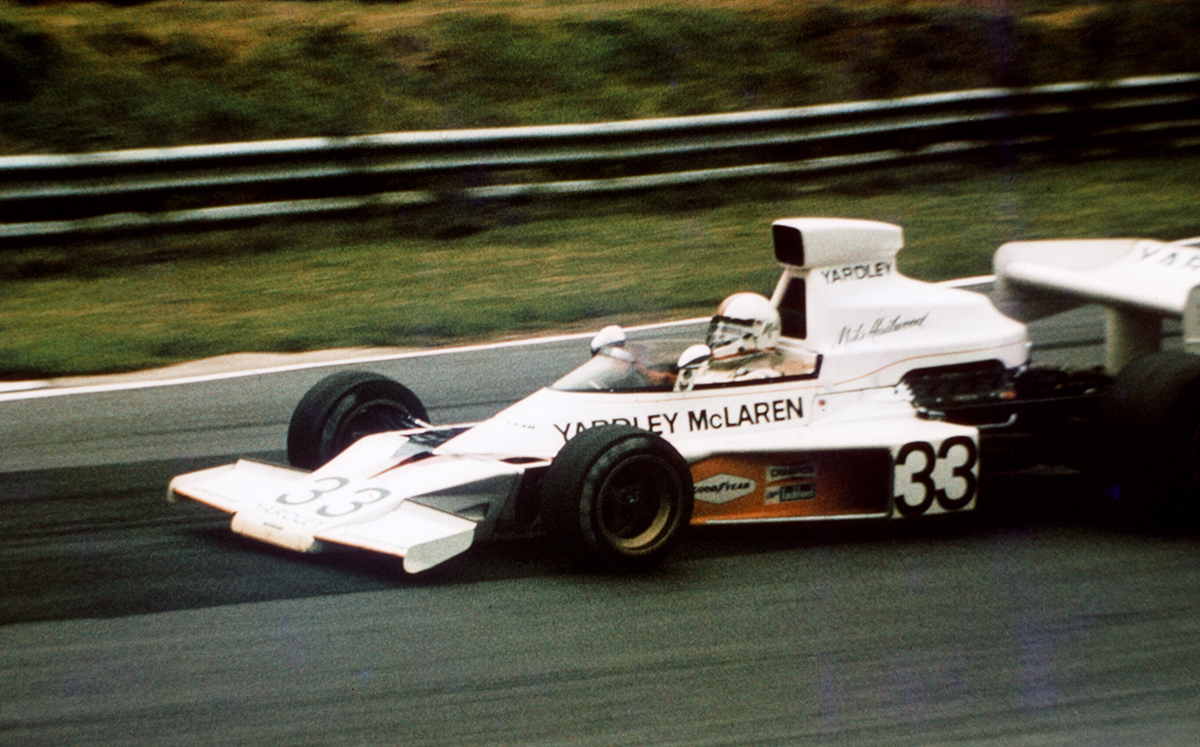
Hailwood su McLaren M23 alla Race of Champions 1974

La carriera di Hailwood sulle quattro ruote non ebbe gli stessi successi di quella motociclistica, ma fu comunque caratterizzata da alcuni risultati di rilievo. Oltre alla Formula 1, la sua attività cominciò con le formule minori, dove vinse il Titolo Europeo di Formula 2 nel 1972, e si estese alle gare di vetture sport, ottenendo un podio alla 24 Ore di Le Mans. Disputò 50 Gran Premi nella massima serie, a partire dal Gran Premio di Gran Bretagna del 1963. La sua carriera automobilistica terminò in seguito alle ferite riportate in un incidente sul circuito del Nürburgring, al Gran Premio di Germania del 1974.
Negli anni sessanta la sua partecipazione fu sporadica, tranne un impegno continuato nel 1964, ma fu a partire dalla fine della stagione 1971 che cominciò la partecipazione in pianta stabile, con la Surtees. Nel 1972, sempre con la Surtees, ottenne il secondo posto al Gran Premio d'Italia, che rimase il suo miglior risultato in carriera, e giunse ottavo in campionato. Dopo un 1973 avaro di risultati, passò alla McLaren per il 1974, andando a punti quattro volte, compreso un podio, fino al momento dell'incidente che lo costrinse al ritiro.
Il momento probabilmente più significativo della sua carriera automobilistica rimase comunque legato ad un incidente: nel corso del Gran Premio del Sudafrica 1973, entrò in collisione con Clay Regazzoni, e le due vetture finirono fuori pista, incendiandosi. Mentre Hailwood riuscì ad uscire dalla sua vettura, Regazzoni rimase all'interno della propria, svenuto e bloccato dalle cinture. Il pilota inglese quindi tornò tra i rottami incendiati per liberare il collega dalle cinture di sicurezza e portarlo al sicuro fuori dalla vettura. Per il coraggio dimostrato, gli venne attribuita la medaglia di Re Giorgio, la seconda più importante decorazione al valore civile del Regno Unito e del Commonwealth.

## Risultati nel Motomondiale

### Classe 125
| 1959 | Classe | Moto   |    |   |   |   |   |   |   |   |  |  |  |  |  | Punti   | Pos. |
| ---- | ------ | ------ | -- | - | - | - | - | - | - | - |  |  |  |  |  | ------- | ---- |
| 1959 | 125    | Ducati | NE | 3 | 3 | 3 | - | 4 | 1 | 8 |  |  |  |  |  | 20 (23) | 3º   |

| 1960 | Classe | Moto   |    |     |   |   |    |   |   |  |  |  |  |  |  | Punti | Pos. |
| ---- | ------ | ------ | -- | --- | - | - | -- | - | - |  |  |  |  |  |  | ----- | ---- |
| 1960 | 125    | Ducati | NE | Rit | 8 | 6 | NE | - | - |  |  |  |  |  |  | 1     | 10º  |

| 1961 | Classe | Moto        |   |   |   |   |     |     |   |   |   |   |   |  |  | Punti | Pos. |
| ---- | ------ | ----------- | - | - | - | - | --- | --- | - | - | - | - | - |  |  | ----- | ---- |
| 1961 | 125    | EMC e Honda | 4 | - | 4 | 1 | Rit | Rit | - | 5 | - | - | - |  |  | 16    | 6º   |

| 1962 | Classe | Moto |   |   |     |   |   |   |   |   |    |   |  |  |  | Punti | Pos. |
| ---- | ------ | ---- | - | - | --- | - | - | - | - | - | -- | - |  |  |  | ----- | ---- |
| 1962 | 125    | EMC  | 4 | - | Rit | 5 | 4 | 3 | - | - | NP | - |  |  |  | 12    | 5º   |

| 1966 | Classe | Moto  |   |   |    |   |    |   |   |   |   |   |   |   |  | Punti | Pos. |
| ---- | ------ | ----- | - | - | -- | - | -- | - | - | - | - | - | - | - |  | ----- | ---- |
| 1966 | 125    | Honda | - | - | NE | - | NE | - | - | - | - | 6 | - | - |  | 1     | 15º  |

| Legenda | 1º posto        | 2º posto            | 3º posto            | A punti      | Senza punti        | Grassetto – Pole position Corsivo – Giro più veloce |
| Legenda | Gara non valida | Non qual./Non part. | Ritirato/Non class. | Squalificato | '-' Dato non disp. | Grassetto – Pole position Corsivo – Giro più veloce |

### Classe 250
| 1958 | Classe | Moto |   |   |    |   |   |   |   |  |  |  |  |  |  | Punti | Pos. |
| ---- | ------ | ---- | - | - | -- | - | - | - | - |  |  |  |  |  |  | ----- | ---- |
| 1958 | 250    | NSU  | 3 | 4 | NE | - | 2 | - | - |  |  |  |  |  |  | 13    | 4º   |

| 1959 | Classe | Moto            |    |     |   |   |    |   |   |   |  |  |  |  |  | Punti | Pos. |
| ---- | ------ | --------------- | -- | --- | - | - | -- | - | - | - |  |  |  |  |  | ----- | ---- |
| 1959 | 250    | FB Mondial e MZ | NE | Rit | 5 | 4 | NE | 5 | 2 | 9 |  |  |  |  |  | 13    | 5º   |

| 1960 | Classe | Moto                |    |   |   |   |   |   |     |  |  |  |  |  |  | Punti | Pos. |
| ---- | ------ | ------------------- | -- | - | - | - | - | - | --- |  |  |  |  |  |  | ----- | ---- |
| 1960 | 250    | Ducati e FB Mondial | NE | - | 5 | 4 | - | 4 | Rit |  |  |  |  |  |  | 8     | 5º   |

| 1961 | Classe | Moto               |     |   |   |   |   |   |   |   |   |   |   |  |  | Punti   | Pos. |
| ---- | ------ | ------------------ | --- | - | - | - | - | - | - | - | - | - | - |  |  | ------- | ---- |
| 1961 | 250    | FB Mondial e Honda | Rit | 8 | 2 | 1 | 1 | 3 | 1 | 2 | 2 | 1 | - |  |  | 44 (54) | 1º   |

| 1962 | Classe | Moto         |   |   |     |   |   |   |   |   |     |    |   |  |  | Punti | Pos. |
| ---- | ------ | ------------ | - | - | --- | - | - | - | - | - | --- | -- | - |  |  | ----- | ---- |
| 1962 | 250    | Benelli e MZ | - | - | Rit | - | - | - | - | 2 | Rit | NE | - |  |  | 6     | 11º  |

| 1963 | Classe | Moto |   |   |    |  |   |   |   |   |    |   |   |   |  | Punti | Pos. |
| ---- | ------ | ---- | - | - | -- |  | - | - | - | - | -- | - | - | - |  | ----- | ---- |
| 1963 | 250    | MZ   | - | - | AN |  | - | - | - | 1 | NE | - | - | - |  | 8     | 8º   |

| 1964 | Classe | Moto |   |   |   |  |   |   |   |     |  |    |   |   |  | Punti | Pos. |
| ---- | ------ | ---- | - | - | - |  | - | - | - | --- |  | -- | - | - |  | ----- | ---- |
| 1964 | 250    | MZ   | - | - | - |  | - | - | - | Rit |  | NE | - | 5 |  | 2     | 20º  |

| 1965 | Classe | Moto  |   |   |   |   |   |   |   |   |   |   |   |   |   | Punti | Pos. |
| ---- | ------ | ----- | - | - | - | - | - | - | - | - | - | - | - | - | - | ----- | ---- |
| 1965 | 250    | Honda | - | - | - | - | - | - | - | - | - | - | - | - | 1 | 8     | 10º  |

| 1966 | Classe | Moto  |   |   |   |   |   |   |   |   |  |   |   |  |  | Punti   | Pos. |
| ---- | ------ | ----- | - | - | - | - | - | - | - | - |  | - | - |  |  | ------- | ---- |
| 1966 | 250    | Honda | 1 | 1 | 1 | 1 | 1 | 1 | 1 | 1 |  | 1 | 1 |  |  | 56 (80) | 1º   |

| 1967 | Classe | Moto  |     |     |   |   |   |   |     |   |   |   |     |   |     | Punti   | Pos. |
| ---- | ------ | ----- | --- | --- | - | - | - | - | --- | - | - | - | --- | - | --- | ------- | ---- |
| 1967 | 250    | Honda | Rit | Rit | 3 | 1 | 1 | 2 | Rit | 3 | 1 | 1 | Rit | 1 | Rit | 50 (54) | 1º   |

| Legenda | 1º posto        | 2º posto            | 3º posto            | A punti      | Senza punti        | Grassetto – Pole position Corsivo – Giro più veloce |
| Legenda | Gara non valida | Non qual./Non part. | Ritirato/Non class. | Squalificato | '-' Dato non disp. | Grassetto – Pole position Corsivo – Giro più veloce |

### Classe 350
| 1958 | Classe | Moto   |   |   |   |   |   |   |   |  |  |  |  |  |  | Punti | Pos. |
| ---- | ------ | ------ | - | - | - | - | - | - | - |  |  |  |  |  |  | ----- | ---- |
| 1958 | 350    | Norton | - | 5 | - | 4 | 3 | - | - |  |  |  |  |  |  | 9     | 6º   |

| 1959 | Classe | Moto         |   |     |   |    |    |   |     |   |  |  |  |  |  | Punti | Pos. |
| ---- | ------ | ------------ | - | --- | - | -- | -- | - | --- | - |  |  |  |  |  | ----- | ---- |
| 1959 | 350    | Norton e AJS | - | Rit | - | NE | NE | 5 | Rit | - |  |  |  |  |  | 2     | 13º  |

| 1960 | Classe | Moto         |   |     |   |    |    |   |     |  |  |  |  |  |  | Punti | Pos. |
| ---- | ------ | ------------ | - | --- | - | -- | -- | - | --- |  |  |  |  |  |  | ----- | ---- |
| 1960 | 350    | AJS e Ducati | - | Rit | - | NE | NE | - | Rit |  |  |  |  |  |  | 0     |      |

| 1961 | Classe | Moto      |    |   |    |     |   |    |   |   |   |     |    |  |  | Punti | Pos. |
| ---- | ------ | --------- | -- | - | -- | --- | - | -- | - | - | - | --- | -- |  |  | ----- | ---- |
| 1961 | 350    | MV Agusta | NE | - | NE | Rit | - | NE | - | - | 2 | Rit | NE |  |  | 6     | 9º   |

| 1962 | Classe | Moto      |    |    |   |   |    |    |     |   |   |   |    |  |  | Punti | Pos. |
| ---- | ------ | --------- | -- | -- | - | - | -- | -- | --- | - | - | - | -- |  |  | ----- | ---- |
| 1962 | 350    | MV Agusta | NE | NE | 1 | 2 | NE | NE | Rit | 2 | - | - | NE |  |  | 20    | 3º   |

| 1963 | Classe | Moto      |    |   |    |     |   |    |   |   |   |     |    |    |  | Punti | Pos. |
| ---- | ------ | --------- | -- | - | -- | --- | - | -- | - | - | - | --- | -- | -- |  | ----- | ---- |
| 1963 | 350    | MV Agusta | NE | - | NE | Rit | 2 | NE | 2 | 1 | 1 | Rit | NE | NE |  | 28    | 2º   |

| 1964 | Classe | Moto           |    |    |    |  |   |    |   |   |  |  |   |   |  | Punti | Pos. |
| ---- | ------ | -------------- | -- | -- | -- |  | - | -- | - | - |  |  | - | - |  | ----- | ---- |
| 1964 | 350    | MV Agusta e MZ | NE | NE | NE |  | 2 | NE | - | - |  |  | - | 2 |  | 12    | 4º   |

| 1965 | Classe | Moto      |    |   |    |    |     |   |    |   |     |  |  |     |   | Punti | Pos. |
| ---- | ------ | --------- | -- | - | -- | -- | --- | - | -- | - | --- |  |  | --- | - | ----- | ---- |
| 1965 | 350    | MV Agusta | NE | 2 | NE | NE | Rit | 2 | NE | - | Rit |  |  | Rit | 1 | 20    | 3º   |

| 1966 | Classe | Moto  |    |   |   |   |    |     |   |   |   |     |  |   |  | Punti | Pos. |
| ---- | ------ | ----- | -- | - | - | - | -- | --- | - | - | - | --- |  | - |  | ----- | ---- |
| 1966 | 350    | Honda | NE | 1 | 1 | 1 | NE | Rit | 1 | 1 | 1 | Rit |  | - |  | 48    | 1º   |

| 1967 | Classe | Moto  |    |   |    |   |   |    |   |   |    |  |   |    |   | Punti   | Pos. |
| ---- | ------ | ----- | -- | - | -- | - | - | -- | - | - | -- |  | - | -- | - | ------- | ---- |
| 1967 | 350    | Honda | NE | 1 | NE | 1 | 1 | NE | 1 | 1 | NE |  | - | NE | 1 | 40 (48) | 1º   |

| Legenda | 1º posto        | 2º posto            | 3º posto            | A punti      | Senza punti        | Grassetto – Pole position Corsivo – Giro più veloce |
| Legenda | Gara non valida | Non qual./Non part. | Ritirato/Non class. | Squalificato | '-' Dato non disp. | Grassetto – Pole position Corsivo – Giro più veloce |

### Classe 500
| 1958 | Classe | Moto   |    |  |  |  |  |  |  |  |  |  |  |  |  | Punti | Pos. |
| ---- | ------ | ------ | -- |  |  |  |  |  |  |  |  |  |  |  |  | ----- | ---- |
| 1958 | 500    | Norton | 13 |  |  |  |  |  |  |  |  |  |  |  |  | 0     |      |

| 1959 | Classe | Moto   |  |     |  |  |    |    |  |     |  |  |  |  |  | Punti | Pos. |
| ---- | ------ | ------ |  | --- |  |  | -- | -- |  | --- |  |  |  |  |  | ----- | ---- |
| 1959 | 500    | Norton |  | Rit |  |  | 13 | NE |  | Rit |  |  |  |  |  | 0     |      |

| 1960 | Classe | Moto   |  |   |   |   |  |     |   |  |  |  |  |  |  | Punti | Pos. |
| ---- | ------ | ------ |  | - | - | - |  | --- | - |  |  |  |  |  |  | ----- | ---- |
| 1960 | 500    | Norton |  | 3 | 5 | 4 |  | Rit | 3 |  |  |  |  |  |  | 13    | 6º   |

| 1961 | Classe | Moto               |    |   |   |   |   |   |   |   |   |   |  |  |  | Punti   | Pos. |
| ---- | ------ | ------------------ | -- | - | - | - | - | - | - | - | - | - |  |  |  | ------- | ---- |
| 1961 | 500    | Norton e MV Agusta | NE | 4 | 2 | 1 | 2 | 2 | 2 | 2 | 1 | 2 |  |  |  | 40 (55) | 2º   |

| 1962 | Classe | Moto      |    |    |    |   |   |    |   |   |   |  |  |  |  | Punti | Pos. |
| ---- | ------ | --------- | -- | -- | -- | - | - | -- | - | - | - |  |  |  |  | ----- | ---- |
| 1962 | 500    | MV Agusta | NE | NE | 12 | 1 | 1 | NE | 1 | 1 | 1 |  |  |  |  | 40    | 1º   |

| 1963 | Classe | Moto      |    |    |    |   |     |   |   |   |   |   |   |    |  | Punti   | Pos. |
| ---- | ------ | --------- | -- | -- | -- | - | --- | - | - | - | - | - | - | -- |  | ------- | ---- |
| 1963 | 500    | MV Agusta | NE | NE | NE | 1 | Rit | 1 | 1 | 1 | 1 | 1 | 1 | NE |  | 40 (56) | 1º   |

| 1964 | Classe | Moto      |   |    |    |   |   |   |   |   |  |  |   |    |  | Punti   | Pos. |
| ---- | ------ | --------- | - | -- | -- | - | - | - | - | - |  |  | - | -- |  | ------- | ---- |
| 1964 | 500    | MV Agusta | 1 | NE | NE | 1 | 1 | 1 | 1 | 1 |  |  | 1 | NE |  | 40 (56) | 1º   |

| 1965 | Classe | Moto      |   |   |    |    |   |   |   |   |   |  |  |   |    | Punti   | Pos. |
| ---- | ------ | --------- | - | - | -- | -- | - | - | - | - | - |  |  | - | -- | ------- | ---- |
| 1965 | 500    | MV Agusta | 1 | 1 | NE | NE | 1 | 1 | 1 | 1 | 1 |  |  | 1 | NE | 48 (64) | 1º   |

| 1966 | Classe | Moto  |    |  |    |     |     |     |   |   |   |   |     |    |  | Punti | Pos. |
| ---- | ------ | ----- | -- |  | -- | --- | --- | --- | - | - | - | - | --- | -- |  | ----- | ---- |
| 1966 | 500    | Honda | NE |  | NE | Rit | Rit | Rit | 1 | 2 | 1 | 1 | Rit | NE |  | 30    | 2º   |

| 1967 | Classe | Moto  |    |     |    |   |   |   |     |   |     |   |   |   |    | Punti   | Pos. |
| ---- | ------ | ----- | -- | --- | -- | - | - | - | --- | - | --- | - | - | - | -- | ------- | ---- |
| 1967 | 500    | Honda | NE | Rit | NE | 1 | 1 | 2 | Rit | 1 | Rit | 1 | 2 | 1 | NE | 46 (52) | 2º   |

| 1968 | Classe | Moto    |  |  |  |  |  |  |  |  |  |     |  |  |  | Punti | Pos. |
| ---- | ------ | ------- |  |  |  |  |  |  |  |  |  | --- |  |  |  | ----- | ---- |
| 1968 | 500    | Benelli |  |  |  |  |  |  |  |  |  | Rit |  |  |  | 0     |      |

| Legenda | 1º posto        | 2º posto            | 3º posto            | A punti      | Senza punti        | Grassetto – Pole position Corsivo – Giro più veloce |
| Legenda | Gara non valida | Non qual./Non part. | Ritirato/Non class. | Squalificato | '-' Dato non disp. | Grassetto – Pole position Corsivo – Giro più veloce |

## Risultati nei campionati automobilistici

### Formula 1
| 1963 | Scuderia | Vettura  |  |  |  |  |   |  |    |  |  |  |  |  |  |  |  | Punti | Pos. |
| ---- | -------- | -------- |  |  |  |  | - |  | -- |  |  |  |  |  |  |  |  | ----- | ---- |
| 1963 | Lotus    | 24 e Mk4 |  |  |  |  | 8 |  | 10 |  |  |  |  |  |  |  |  | 0     |      |

| 1964 | Scuderia | Vettura |   |    |  |   |     |     |   |     |   |    |  |  |  |  |  | Punti | Pos. |
| ---- | -------- | ------- | - | -- |  | - | --- | --- | - | --- | - | -- |  |  |  |  |  | ----- | ---- |
| 1964 | Lotus    | 25      | 6 | 12 |  | 8 | Rit | Rit | 8 | Rit | 8 | 16 |  |  |  |  |  | 1     | 21º  |

| 1965 | Scuderia | Vettura |  |     |  |  |  |  |  |  |  |  |  |  |  |  |  | Punti | Pos. |
| ---- | -------- | ------- |  | --- |  |  |  |  |  |  |  |  |  |  |  |  |  | ----- | ---- |
| 1965 | Lotus    | 25      |  | Rit |  |  |  |  |  |  |  |  |  |  |  |  |  | 0     |      |

| 1971 | Scuderia | Vettura |  |  |  |  |  |  |  |  |   |  |    |  |  |  |  | Punti | Pos. |
| ---- | -------- | ------- |  |  |  |  |  |  |  |  | - |  | -- |  |  |  |  | ----- | ---- |
| 1971 | Surtees  | TS9     |  |  |  |  |  |  |  |  | 4 |  | 15 |  |  |  |  | 3     | 18º  |

| 1972 | Scuderia | Vettura |  |     |     |     |   |   |     |     |   |   |  |    |  |  |  | Punti | Pos. |
| ---- | -------- | ------- |  | --- | --- | --- | - | - | --- | --- | - | - |  | -- |  |  |  | ----- | ---- |
| 1972 | Surtees  | TS9A    |  | Rit | Rit | Rit | 4 | 6 | Rit | Rit | 4 | 2 |  | 17 |  |  |  | 13    | 8º   |

| 1973 | Scuderia | Vettura |     |     |     |     |     |   |     |     |     |     |    |    |   |   |     | Punti | Pos. |
| ---- | -------- | ------- | --- | --- | --- | --- | --- | - | --- | --- | --- | --- | -- | -- | - | - | --- | ----- | ---- |
| 1973 | Surtees  | TS14A   | Rit | Rit | Rit | Rit | Rit | 8 | Rit | Rit | Rit | Rit | 14 | 10 | 7 | 9 | Rit | 0     |      |

| 1974 | Scuderia | Vettura |   |   |   |   |   |     |     |   |   |     |    |  |  |  |  | Punti | Pos. |
| ---- | -------- | ------- | - | - | - | - | - | --- | --- | - | - | --- | -- |  |  |  |  | ----- | ---- |
| 1974 | McLaren  | M23     | 4 | 5 | 3 | 9 | 7 | Rit | Rit | 4 | 7 | Rit | 15 |  |  |  |  | 12    | 11º  |

| Legenda | 1º posto     | 2º posto | 3º posto    | A punti         | Senza punti/Non class.  | Grassetto – Pole position Corsivo – Giro più veloce |
| Legenda | Squalificato | Ritirato | Non partito | Non qualificato | Solo prove/Terzo pilota | Grassetto – Pole position Corsivo – Giro più veloce |

### 24 Ore di Le Mans
| Anno | Classe | N° | Gomme | Vettura                              | Squadra                          | Co-piloti                 | Giri | Pos. Assol. | Pos. di Classe |
| ---- | ------ | -- | ----- | ------------------------------------ | -------------------------------- | ------------------------- | ---- | ----------- | -------------- |
| 1969 | S 5.0  | 7  | F     | Ford GT40 Mk.I Ford 4.9L V8          | J.W. Automotive Engineering Ltd. | David Hobbs               | 368  | 3º          | 2º             |
| 1970 | S 5.0  | 22 | F     | Porsche 917K Porsche 4.5L Flat-12    | J.W. Automotive Engineering Ltd. | David Hobbs               | 49   | DNF         | DNF            |
| 1973 | S 3.0  | 9  | F     | Mirage M6 Ford Cosworth DFV 3.0L V8  | Gulf Research Racing             | John Watson Vern Schuppan | 112  | DNF         | DNF            |
| 1974 | S 3.0  | 11 | F     | Mirage GR7 Ford Cosworth DFV 3.0L V8 | Gulf Research Racing             | Derek Bell                | 317  | 4º          | 4º             |

### Formula 2
| Stagione | Team         | 1     | 2       | 3       | 4     | 5     | 6       | 7     | 8     | 9       | 10    | 11      | 12      | 13      | 14    | 15 | 16  | 17  | Punti | Pos. |
| -------- | ------------ | ----- | ------- | ------- | ----- | ----- | ------- | ----- | ----- | ------- | ----- | ------- | ------- | ------- | ----- | -- | --- | --- | ----- | ---- |
| 1972     | Team Surtees | MAL 5 | THR DNS | HOC Rit | PAU 5 | CRY 2 | HOC Rit | ROU 2 | ÖST 2 | IMO Rit | MAN 1 | PER Rit | SAL 1   | ALB 14  | HOC 2 |    |     |     | 55    | 1º   |
| 1973     | Team Surtees | MAL 2 | HOC     | THR DNQ | NÜR   | PAU   | KIN     | NIV   | HOC   | ROU     | MNZ   | MAN     | KAR Rit | PER Rit | SAL   | NÉ | ALB | VAL | 0‡    | NC   |

‡ Piloti classificati non idonei per i punti del Campionato Europeo di Formula Due.